# Питтсбургская фондовая биржа
Питтсбургская фондовая биржа — фондовая биржа в США, основанная в 1894 году.

## История биржи
Истоки создания биржи ведут к последовавшему буму после открытия нефтяных источников в Пенсильвании в 1859 году. В 1955 году прямая телефонная связь соединила биржу в Питтсбурге с Филадельфийской фондовой биржей. Как результат, тогдашним членам Питтсбургской биржи разрешили стать ассоциированными членами Филадельфия-Балтимор-Вашингтонской фондовой биржи.
В 1969 году слилась с Филадельфия-Балтимор-Вашингтонской фондовой биржей, хотя вплоть до 1974 года поддерживала свой отдельный торговый зал.